# Shirley Island
Shirley Island ist eine 1,5 km lange Felseninsel im Archipel der Windmill-Inseln vor der Budd-Küste des ostantarktischen Wilkeslands. Sie liegt 160 m nordwestlich des westlichen Endes der Bailey-Halbinsel.
Die Insel wurde anhand von Luftaufnahmen der US-amerikanischen Operation Highjump (1946–1947) vom Februar 1947 kartiert. Das Advisory Committee on Antarctic Names benannte sie 1956 nach dem leitenden Fotografen dieser Unternehmung der United States Navy, Charles C. Shirley (1909–1989).